# 整函数
整函数（英語：Entire function）是在整个复平面上全纯的函数。典型的例子有多项式函数、指数函数、以及它们的和、积及复合函数。每一个整函数都可以表示为处处收敛的幂级数。而对数函数和平方根都不是整函数。
整函数{\displaystyle f(z)}的阶可以用上极限定义如下：
{\displaystyle \rho =\limsup _{r\rightarrow \infty }{\frac {\ln(\ln(M(r)))}{\ln(r)}},}
其中{\displaystyle r}是到{\displaystyle 0}的距离，{\displaystyle M(r)}是{\displaystyle \left|z\right|=r}时{\displaystyle f(z)}的最大绝对值。如果{\displaystyle 0<\rho <\infty }，我们也可以定义它的类型：
{\displaystyle \sigma =\limsup _{r\rightarrow \infty }{\frac {\ln(M(r))}{r^{\rho }}}.}
整函数在无穷远处可能具有奇点，甚至是本性奇点，这时该函数便称为超越整函数。根据刘维尔定理，在整个黎曼球面（复平面和无穷远处的点）上的整函数是常数。
刘维尔定理确立了整函数的一个重要的性质：任何一个有界的整函数都是常数。这个性质可以用来证明代数基本定理。皮卡小定理强化了刘维尔定理，它表明任何一个不是常数的整函数都取遍所有的复数值，最多只有一个值例外，例如指数函数永远不能是零。